# 損傷
損傷（そんしょう）とは、傷がつくことである。

## 医学
医学における損傷は後天的に組織の生理的連絡が断たれた状態のことを指す。創傷も含むことがある。損傷の種類には様々なものがある。

### 種類
- 鈍器損傷
  - 表皮剥脱
  - 皮下出血（挫傷）
  - 挫創・裂創（伸展創）
  - 骨折（直達骨折（横骨折、粉砕骨折等）、介達骨折（圧迫骨折（椎骨）、らせん骨折（長管骨）、肋骨骨折、骨盤骨折、鎖骨骨折等）、骨盤骨折、肋骨骨折）・切痕
- 鋭器損傷
  - 切創
  - 刺創
  - 割創
- 銃器損傷（射創、銃創）
- 頭部損傷 
  - 打撃性損傷（挫裂創、表皮剥脱、皮下出血等）
    - 頭蓋骨骨折（頭蓋冠骨折（破裂骨折、縫合離開、線状骨折、陥没骨折）、頭蓋底骨折（横骨折、縦骨折、輪状骨折）
    - 硬膜外血腫
    - 外傷性くも膜下出血
    - 脳挫傷（同側挫傷、対側挫傷、脳裂傷、脳挫滅）
    - 外傷性脳内出血

  - 加速・減速損傷
    - 急性硬膜下血腫
    - 外傷性軸索損傷、びまん性軸索損傷
- 頸髄損傷
- 脊髄損傷
- 心臓損傷
  - 心臓挫傷、心臓振盪、心臓破裂、ハンドル損傷、ダッシュボード損傷
- 腹部損傷 
  - 肝損傷、脾損傷、膵損傷、腎損傷、消化管損傷、腸管膜損傷、胆道損傷
- 化学損傷
- 気道損傷
- 破折